# Östlicher Schmetterlingshaft
Der Östliche Schmetterlingshaft (Libelloides macaronius) ist ein Netzflügler aus der Familie der Schmetterlingshafte (Ascalaphidae).

## Beschreibung
Die Art erreicht eine Flügelspannweite von 38 bis 55 Millimetern. Sie sieht dem Langfühlerigen Schmetterlingshaft (Libelloides longicornis) sehr ähnlich. So hat sie ebenfalls zitronengelbe Flügeladern, allerdings am Vorderflügelansatz einen gelben Fleck, der sich an der nahe dem Flügelrand verlaufenden Ader entlangzieht und weitere zwei schwarze Flecken links und rechts der Flügelmitte. Die Hinterflügel sind undurchsichtig zitronengelb gefärbt, am Flügelansatz und um die Flügelspitze sind große schwarze Flecken. Dabei hat der Fleck an der Flügelspitze in seiner Mitte wiederum einen leicht durchsichtigen gelben Fleck. Der Körper ist genauso wie die langen Fühler, die an den Enden verdickt sind, schwarz gefärbt.
Die Facettenaugen vom Superpositionstyp sind voll UV-empfindlich und jeweils zweigeteilt. Jedes Superpositionsauge umfasst etwa 300 Ommatidien. Die UV-Sensitivität unterstützt das Jagen von Fluginsekten selbst in großen Höhen, da auch ein kleines Objekt als kontraststarker schwarzer Fleck gegen den unbewölkten wie dunstig-bewölkten Himmel erscheint.
Die Larven sehen denen der Ameisenjungfern (Ameisenlöwen) ähnlich, sind aber flacher und breiter gebaut. An den Seiten der Hinterleibsringe haben sie zusätzlich warzenartige Fortsätze. Sie jagen am Boden nach Insekten und bauen keine Trichter.

## Vorkommen
Östliche Schmetterlingshafte leben in der Nähe von Geröllfeldern, aber auch in verbuschtem Gelände. Sie kommen stellenweise im östlichen Mitteleuropa, wie z. B. in Österreich, besonders aber auf der Balkanhalbinsel vor. In Deutschland sind sie nicht heimisch.